# Rekurrenzplot
Ein Rekurrenzplot (von lateinisch recurrere „wiederkehren“) ist eine moderne Methode der nichtlinearen Datenanalyse. Der Rekurrenzplot visualisiert die Zeitpunkte eines dynamischen Systems, zu denen sein Zustand zu einem vorherigen wiederkehrt.

## Hintergrund
Die Wiederkehr-Eigenschaft ist typisch für deterministische dynamische Systeme (Chaos, nichtlineare Dynamik) und spiegelt sich auch in vielen natürlichen Prozessen wider, wie z. B. El Niño, Milanković-Zyklen oder Sonnenflecken-Zyklen. Wiederkehr bedeutet dabei nicht, dass ganz genau der ursprüngliche Zustand wieder eintritt, sondern dass er nur beliebig genau wieder getroffen wird. Bereits Poincaré hatte die unendliche Wiederkehr von Zuständen postuliert.
Die Methode der Rekurrenzplots wurde 1987 von Eckmann eingeführt. Sie dient zur Darstellung von höherdimensionalen Phasenraum-Trajektorien.

## Beschreibung
Der Rekurrenzplot ist eine quadratische Matrix mit zwei Zeitachsen. In dieser Matrix sind durch Punkte diejenigen Zeitpaarungen dargestellt, deren Zustände nahezu gleich sind, d. h. wann der entsprechende Zustand wiedergekehrt ist. Die Wiederkehr wird in der Regel aus der Distanz zwischen allen Paarungen der Daten bestimmt:
{\displaystyle R(i,j)=\Theta (\varepsilon -\|{\vec {x}}(i)-{\vec {x}}(j)\|).}
Hierbei ist {\displaystyle \Theta } die Heaviside-Funktion, {\displaystyle \varepsilon } der Maximalabstand und {\displaystyle \|\cdot \|} eine Norm, beispielsweise die Euklidische Norm. Als alternative Abstandsmaße zur Definition von Wiederkehr wurden
Winkelabstand, Fuzzy-basierter Abstand oder Levenshtein-Distanz vorgeschlagen, welche je nach Anwendungsfall besser geeignet sind als einfache Vektornormen.
Das Aussehen des Rekurrenzplots wird durch das Verhalten der Phasenraum-Trajektorie bestimmt. Dabei unterscheidet man zwischen den kleinen Strukturen, wie Einzelpunkte, Diagonallinien oder Vertikallinien, und dem Gesamteindruck des Plots (Textur).

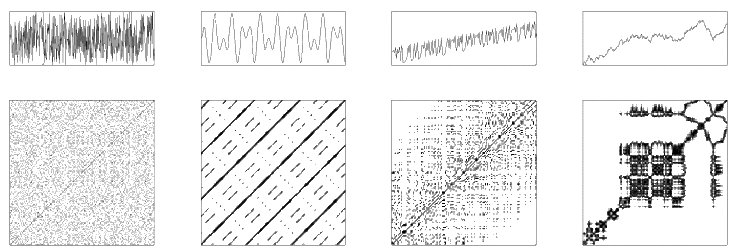
Typische Beispiele von Rekurrenzplots (obere Reihe: Zeitreihen; untere Reihe: zugehörige Rekurrenzplots). Von links nach rechts: unkorreliertes stochastisches Rauschen (Weißes Rauschen), harmonische Oszillation mit zwei Frequenzen, Chaos mit einem linearen Trend (logistische Abbildung) und auto-regressiver Prozess.

Die kleinskaligen Strukturen in Rekurrenzplots enthalten Informationen über bestimmte Merkmale der Dynamik des zugrundeliegenden Systems. Zum Beispiel entsprechen die Längen der diagonalen Linien, die im Rekurrenzplot sichtbar sind, der Divergenz der Trajektorien im Phasenraum und können somit Informationen über das chaotische Verhalten des Systems liefern.
Die quantitative Auswertung von Rekurrenzplots (recurrence quantification analysis, RQA) quantifiziert die Verteilungen dieser kleinskaligen Strukturen. Anwendungsgebiete von Rekurrenzplots und deren Quantifizierung umfassen Klassifizierung, Vorhersagen, nichtlineare Parameterschätzung und das Auffinden von kritischen Übergängen. Neuere Anwendungen nutzen Rekurrenzplots als Werkzeug zur Umwandlung von Zeitreihen in Bilder (time series imaging) in Kombination mit maschinellem Lernen und zur Untersuchung raum-zeitlicher Wiederkehrmuster.
Ein Close Returns Plot ist ein Rekurrenzplot mit einer etwas anderen Art der Auftragung von Wiederkehr-Zeiten. Hier entspricht die {\displaystyle y}-Achse nicht der absoluten Zeit, sondern der Zeitdifferenz (also, nach welcher Zeit der Zustand wiederkehrt).

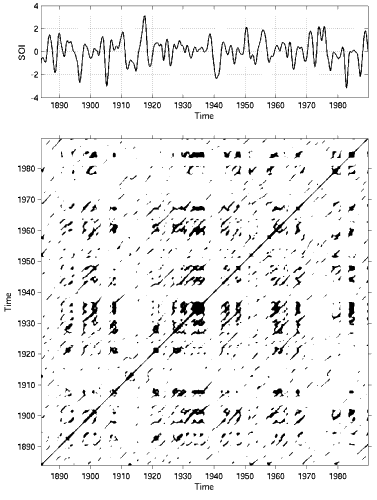
Rekurrenzplot des El-Niño-Index.